# Ambassade van Suriname in Frankrijk
De ambassade van Suriname in Frankrijk is een diplomatieke vertegenwoordiging aan de Rue du Ranelagh 94 in het 16e arrondissement van Parijs. Suriname heeft verder een consulaat-generaal in Cayenne in het aangrenzende Frans-Guyana.
Kort na het aantreden van het kabinet-Bouterse I kondigde minister Winston Lackin van Buitenlandse Zaken aan dat Frankrijk belangrijk zou gaan worden voor het strategische beleid van Suriname. De ambassade in Parijs werd op 24 oktober 2011 geopend met een driedaags programma waarin Suriname aan de Franse gemeenschap werd gepresenteerd op gebieden als handel, investeringen, kunst, cultuur en toerisme. Het aankoopbedrag van vijf miljoen euro was op een escrow-rekening geparkeerd totdat de koop geheel rond was. In 2013 ontstond er een conflict met de verkoper van het pand waarbij er zowel vanuit de oppositie als de coalitie kritiek op de regering was vanwege de keuze voor Frankrijk en niet Nederland als poort tot Europa. De rekening van de ambassade, standplaats voor zes diplomaten, was in 2015 opgelopen tot zes miljoen euro en de vestiging in Parijs wordt als een fiasco beschouwd. In 2017 werd het pand in de verkoop gezet.

## Lijst met ambassadeurs
- 2011-2015: Harvey Naarendorp
- 2015-2022: Reggy Martiales Nelson
- 2022-2023: Henry Ori
- 2023-2025: Ryan Nannan